# Tipula (Lunatipula) eugeniana
Tipula (Lunatipula) eugeniana is een tweevleugelige uit de familie langpootmuggen (Tipulidae). De soort komt voor in het Palearctisch gebied.